# Nombre polyédrique centré
En mathématiques, un nombre polyédrique centré est un nombre figuré comptant comptant des points disposés dans un polyèdre par couches successives autour d'une droite centrale ou d'un centre.

## Cas d'une pyramide: nombres pyramidaux centrés

### Autour de l'axede la pyramide

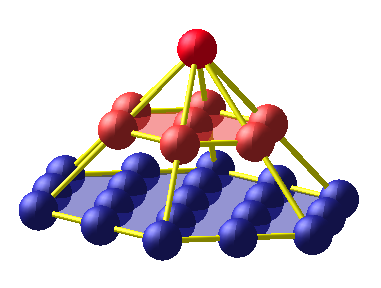
Nombre pyramidal hexagonal centré

On dispose dans une pyramide à base {\displaystyle k}-gonale une première couche de points k-gonale centrée d'ordre {\displaystyle n} dans la base puis une couche d'ordre {\displaystyle n-1}, etc. jusqu'au sommet de la pyramide.
Le {\displaystyle n}-ième nombre {\displaystyle k}-pyramidal centré {\displaystyle PC_{k,n}} est donc la somme des nombres {\displaystyle k}-gonaux centrés {\displaystyle C_{k,i}} pour {\displaystyle i} allant de 1 à {\displaystyle n} (en commençant par la pointe de la pyramide) : {\displaystyle PC_{k,n}=\sum _{i=1}^{n}C_{k,i}=\sum _{i=1}^{n}\left(1+k{\frac {i(i-1)}{2}}\right)={\frac {1}{6}}n(k(n^{2}-1)+6)} .

#### Exemples
- Nombres pyramidaux triangulaires centrés : {\displaystyle PC_{3,n}={\frac {1}{2}}n(n^{2}+1)}, suite A006003 de l'OEIS : 1, 5, 15, 34, 65, 111, 175, 260, 369, 505,...

- Nombres pyramidaux carrés centrés : {\displaystyle PC_{4,n}={\frac {1}{3}}n(2n^{2}+1)}, suite A005900 de l'OEIS : 1, 6, 19, 44, 85, 146, 231, 344, 489, 670,..., égaux aux nombres octaédriques.
- Nombres pyramidaux pentagonaux centrés : {\displaystyle PC_{5,n}={\frac {1}{6}}n(5n^{2}+1)}, suite A004068 de l'OEIS :1, 7, 23, 54, 105, 181, 287, 428, 609,...

- Nombres pyramidaux hexagonaux centrés : {\displaystyle PC_{6,n}=n^{3}}, égaux aux nombres cubiques.
- Nombres pyramidaux heptagonaux centrés : {\displaystyle PC_{7,n}={\frac {1}{6}}n(7n^{2}-1)}, suite A004126 de l'OEIS :1, 9, 31, 74, 145, 251, 399, 596,...
- Nombres pyramidaux octogonaux centrés : {\displaystyle PC_{8,n}={\frac {1}{3}}n(2n-1)(2n+1)}, suite A000447 de l'OEIS : 1, 10, 35, 84, 165, 286, 455,...

### Autour ducentrede la pyramide
La pyramide ayant {\displaystyle k} faces triangulaires,1 face {\displaystyle k}-gonale, {\displaystyle k+1} sommets et {\displaystyle 2k} arêtes, la couche pyramidale ajoutée à l'étape {\displaystyle n} possède {\displaystyle k(P_{3,n}-3(n-1))+P_{k,n}-k(n-1)} points correspondants aux intérieurs des faces, plus {\displaystyle 2k(n-1)} points situés à l'intérieur des arêtes, plus {\displaystyle k+1} points situés aux sommets ; {\displaystyle P_{k,n}={n~{\big (}(k-2)n-(k-4){\big )} \over 2}} est le nombre {\displaystyle k}-gonal d'ordre {\displaystyle n}.
On obtient {\displaystyle PC'_{k,n}-PC'_{k,n-1}=(k-1)(n-1)^{2}+2}, d'où  {\displaystyle PC'_{k,n}=1+\sum _{i=1}^{n-1}((k-1)i^{2}+2)={\frac {(2n-1)((k-1)(n^{2}-n)+6)}{6}}}.

#### Exemples
- {\displaystyle k=3} : on obtient les nombres tétraédriques centrés : {\displaystyle PC'_{3,n}=TC_{n}={\frac {1}{3}}(2n-1)(n^{2}-n+3)}.
- {\displaystyle k=4} : {\displaystyle PC'_{4,n}={\frac {1}{2}}(2n-1)(n^{2}-n+2)}, suite A063488 de l'OEIS : 1, 6, 20, 49, 99, 176, 286, 435, 629, 874,...
- {\displaystyle k=5} : on obtient les nombres octaédriques centrés : {\displaystyle PC'_{5,n}=OC_{n}={\frac {1}{2}}(2n-1)(n^{2}-n+2)}.
- {\displaystyle k=6} : {\displaystyle PC'_{6,n}={\frac {1}{6}}(2n-1)(5n^{2}-5n+6)}, suite A063489 de l'OEIS :  1, 8, 30, 77, 159, 286, 468, 715, 1037, 1444,...
- {\displaystyle k=7} : on obtient les nombres cubiques centrés : {\displaystyle PC'_{7,n}=CC_{n}=(2n-1)(n^{2}-n+1)}.
- {\displaystyle k=8} : {\displaystyle PC'_{8,n}={\frac {1}{6}}(2n-1)(7n^{2}-7n+6)} : suite A063490 de l'OEIS : 1, 10, 40, 105, 219, 396, 650, 995, 1445, 2014,...

## Cas d'un prisme: nombres prismatiques centrés
On dispose dans un prisme à base {\displaystyle k}-gonale {\displaystyle n} couches successives de points k-gonales centrées d'ordre {\displaystyle n}.
Le {\displaystyle n}-ième nombre {\displaystyle k}-prismatique centré {\displaystyle P_{k,n}} est donc le nombre {\displaystyle k}-gonal centré {\displaystyle C_{k,i}} multiplié par {\displaystyle n} : {\displaystyle P_{k,n}={\frac {n}{2}}(kn^{2}-kn+2)} .

### Exemples
- Nombres prismatiques triangulaires centrés : {\displaystyle P_{3,n}={\frac {n}{2}}(3n^{2}-3n+2)}, suite A100175 de l'OEIS : 1, 8, 30, 76, 155,...

- Nombres prismatiques carrés centrés : {\displaystyle P_{4,n}=n(2n^{2}-2n+1)}, suite A059722 de l'OEIS : 1, 10, 39, 100, 205, ....
- Nombres prismatiques pentagonaux centrés : {\displaystyle P_{5,n}={\frac {n}{2}}(5n^{2}-5n+2)}, égaux aux nombres icosaédriques, suite A006564 de l'OEIS :1, 12, 48, 124, 255 ,...

- Nombres prismatiques hexagonaux centrés : {\displaystyle P_{6,n}=n(3n^{2}-3n+1)}, égaux aux nombres cubiques augmentés, suite A005915 de l'OEIS : 1, 14, 57, 148, 305, ....
- Nombres prismatiques heptagonaux centrés : {\displaystyle P_{7,n}={\frac {n}{2}}(7n^{2}-7n+2)}, suite A329530 de l'OEIS :1, 16, 66, 172, 355, ...
- Nombres prismatiques octogonaux centrés : {\displaystyle P_{8,n}=n(2n-1)^{2}}, suite A139757 de l'OEIS : 1, 18, 75, 196, 405, ...

## Cas d'un polyèdre régulier ou semi-régulier

### Première méthode
Nous suivons ici la référence qui prend la convention de prendre {\displaystyle n=0} pour l'étape de départ (il y a donc {\displaystyle n+1} points dans chaque arête à l'étape {\displaystyle n}) ; dans cette référence, chaque face du polyèdre étant décomposée en triangles, on décompose le polyèdre en tétraèdres joignant un point central à ces triangles. Chaque tétraèdre est rempli de points à la façon des nombres tétraédriques, les points situés dans deux faces triangulaires contigües devant coïncider. 
Si {\displaystyle C_{n}} est le nombre de points dans la couche numérotée {\displaystyle n}, {\displaystyle n\geqslant 1}, le nombre polyédrique centré d'ordre {\displaystyle n} est {\displaystyle P_{n}=1+C_{1}+\cdots +C_{n}} pour {\displaystyle n\geqslant 1} , avec {\displaystyle P_{0}=1}.
On a {\displaystyle C_{n}=2(\alpha n^{2}+1)} où {\displaystyle \alpha ={\frac {1}{4}}(F_{3}+2F_{4}+5F_{5}+6F_{6}+14F_{8})} , {\displaystyle F_{k}} étant le nombre de faces k-gonales du polyèdre, d'où {\displaystyle P_{n}=(2n+1){(\alpha n^{2}+\alpha n+3) \over 3}}. 

#### Exemples
| Nombre polyédrique centré                                     | Nombre de faces                                                     | {\displaystyle C_{n}}          | {\displaystyle P_{n}}                               | {\displaystyle P_{0},\cdots ,P_{9}}                    | Rang OEIS               |
| ------------------------------------------------------------- | ------------------------------------------------------------------- | ------------------------------ | --------------------------------------------------- | ------------------------------------------------------ | ----------------------- |
| Nombre tétraédrique centré                                    | {\displaystyle F_{3}=4}                                             | {\displaystyle 2(n^{2}+1)}     | {\displaystyle (2n+1){(n^{2}+n+3) \over 3}}         | 1, 5, 15, 35, 69, 121, 195, 295, 425, 589              | suite A005894 de l'OEIS |
| Nombre cubique centré                                         | {\displaystyle F_{4}=6}                                             | {\displaystyle 2(3n^{2}+1)}    | {\displaystyle (2n+1)(n^{2}+n+1)=n^{3}+(n+1)^{3}}   | 1, 9, 35, 91, 189, 341, 559, 855, 1241, 1729           | suite A005898 de l'OEIS |
| Nombre octaédrique centré                                     | {\displaystyle F_{3}=8}                                             | {\displaystyle 2(2n^{2}+1)}    | {\displaystyle (2n+1){(2n^{2}+2n+3) \over 3}}       | 1, 7, 25, 63, 129, 231, 377, 575, 833, 1159            | suite A001845 de l'OEIS |
| Nombre dodécaédrique centré Nombre octaédrique tronqué centré | {\displaystyle {\begin{cases}F_{5}=12\\F_{4}=6,F_{6}=4\end{cases}}} | {\displaystyle 2(15n^{2}+1)}   | {\displaystyle (2n+1)(5n^{2}+5n+1)}                 | 1, 33, 155, 427, 909, 1661, 2743, 4215, 6137, 8569     | suite A005904 de l'OEIS |
| Nombre icosaédrique centré Nombre cuboctaédrique centré       | {\displaystyle {\begin{cases}F_{3}=20\\F_{3}=8,F_{4}=6\end{cases}}} | {\displaystyle 2(5n^{2}+1)}    | {\displaystyle (2n+1){(5n^{2}+5n+3) \over 3}}       | 1, 13, 55, 147, 309, 561, 923, 1415, 2057, 2869        | suite A005902 de l'OEIS |
| Nombre dodécaédrique rhombique centré                         | {\displaystyle F_{4}=12}                                            | {\displaystyle 2(6n^{2}+1)}    | {\displaystyle (2n+1)(2n^{2}+2n+1)=(n+1)^{4}-n^{4}} | 1, 15, 65, 175, 369, 671, 1105, 1695, 2465, 3439, 4641 | suite A005917 de l'OEIS |
| Nombre dodécaédrique rhombique de l'Abbé Haüy                 | construction exotique                                               | {\displaystyle 8(6n^{2}-3n+1)} | {\displaystyle (2n+1)(8n^{2}+2n+1)}                 | 1, 33, 185, 553, 1233, 2321, 3913, 6105                | suite A046142 de l'OEIS |
| Nombre tétraédrique tronqué centré                            | {\displaystyle F_{3}=F_{6}=4}                                       | {\displaystyle 2(7n^{2}+1)}    | {\displaystyle (2n+1){(7n^{2}+7n+3) \over 3}}       | 1, 17, 75, 203, 429, 781, 1287, 1975                   | suite A063494 de l'OEIS |
| Nombre cubique tronqué centré                                 | {\displaystyle F_{3}=8,F_{8}=6}                                     | {\displaystyle 2(23n^{2}+1)}   | {\displaystyle (2n+1){(23n^{2}+23n+3) \over 3}}     | 1, 49, 235, 651, 1389, 2541, 4199, 6455, 9401          |                         |

### Deuxième méthode

#### Cas du nombre polyédrique centré à faces non centrées
Nous suivons ici la référence, où le nombre de points par arête est égal à {\displaystyle n}.
Le polyèdre possède {\displaystyle F_{k}} faces de degré {\displaystyle k}, S sommets et A arêtes, la couche polyédrique ajoutée à l'étape {\displaystyle n+1} possède {\displaystyle \sum _{k\geqslant 3}(P_{k,{n+1}}-kn)} points correspondants aux intérieurs des faces ({\displaystyle P_{k,n+1}} est le nombre k-gonal avec {\displaystyle n+1} points sur chaque côté), plus {\displaystyle A(n-1)} points situés à l'intérieur des arêtes, plus S points situés aux sommets. On a donc {\displaystyle P_{n+1}-P_{n}=\sum _{k\geqslant 3}F_{k}\left({(n+1)~{\big (}(k-2)(n+1)-(k-4){\big )} \over 2}-kn\right)+A(n-1)+S}, soit {\displaystyle P_{n+1}-P_{n}={\frac {n-1}{2}}\sum _{k\geqslant 3}F_{k}((k-2)n-2)+A(n-1)+S}.
Partant de {\displaystyle P_{1}=1}, on obtient {\displaystyle P_{n}=1+\sum _{i=1}^{n-1}(P_{i+1}-P_{i})}.
Par exemple, {\displaystyle P_{2}=S+1} (un point à chaque sommet et un point au centre).
Pour un polyèdre régulier à S sommets (vérifiant {\displaystyle kF_{k}=2A,A=F_{k}+S-2}), on obtient : {\displaystyle P_{n}={\frac {(2n-1)((S-2)(n^{2}-n)+6)}{6}}}.

#### Exemples
| Nombre polyédrique centré          | faces, arêtes, sommets, degré d           | {\displaystyle P_{n+1}-P_{n}} | {\displaystyle P_{n}}                               | {\displaystyle P_{1},\cdots ,P_{10}}                  | Rang OEIS               |
| ---------------------------------- | ----------------------------------------- | ----------------------------- | --------------------------------------------------- | ----------------------------------------------------- | ----------------------- |
| Nombre tétraédrique centré         | {\displaystyle F_{3}=S=4,A=6,d=3}         | {\displaystyle 2(n^{2}+1)}    | {\displaystyle {\frac {1}{3}}(2n-1)(n^{2}-n+3)}     | 1, 5, 15, 35, 69, 121, 195, 295, 425, 589             | suite A005894 de l'OEIS |
| Nombre cubique centré              | {\displaystyle F_{4}=6,A=12,S=8,d=3}      | {\displaystyle 2(3n^{2}+1)}   | {\displaystyle (2n-1)(n^{2}-n+1)=n^{3}+(n-1)^{3}}   | 1, 9, 35, 91, 189, 341, 559, 855, 1241, 1729          | suite A005898 de l'OEIS |
| Nombre octaédrique centré          | {\displaystyle F_{3}=8,A=12,S=6,d=4}      | {\displaystyle 2(2n^{2}+1)}   | {\displaystyle {\frac {1}{3}}(2n-1)(2n^{2}-2n+3)}   | 1, 7, 25, 63, 129, 231, 377, 575, 833, 1159           | suite A001845 de l'OEIS |
| Nombre dodécaédrique centré        | {\displaystyle F_{5}=12,A=30,S=20,d=3}    | {\displaystyle 2(9n^{2}+1)}   | {\displaystyle (2n-1)(3n^{2}-3n+1)}                 | 1, 21, 95, 259, 549, 1001, 1651, 2535, 3689, 5149 ... | suite A193218 de l'OEIS |
| Nombre icosaédrique centré         | {\displaystyle F_{3}=20,A=30,S=12,d=5}    | {\displaystyle 2(5n^{2}+1)}   | {\displaystyle {\frac {1}{3}}(2n-1)(5n^{2}-5n+3)}   | 1, 13, 55, 147, 309, 561, 923, 1415, 2057, 2869       | suite A005902 de l'OEIS |
| Nombre tétraédrique tronqué centré | {\displaystyle F_{3}=F_{6}=4,A=18,S=12}   | {\displaystyle 2(7n^{2}+1)}   | {\displaystyle {\frac {1}{3}}(2n-1)(7n^{2}-7n+3)}   | 1, 17, 75, 203, 429, 781, 1287, 1975                  | suite A063494 de l'OEIS |
| Nombre cubique tronqué centré      | {\displaystyle F_{3}=8,F_{8}=6,A=36,S=24} | {\displaystyle 2(23n^{2}+1)}  | {\displaystyle {\frac {1}{3}}(2n-1)(23n^{2}-23n+3)} | 1, 49, 235, 651, 1389, 2541, 4199, 6455, 9401         |                         |
| Nombre octaédrique tronqué centré  | {\displaystyle F_{4}=6,F_{6}=8,A=36,S=24} | {\displaystyle 2(15n^{2}+1)}  | {\displaystyle (2n-1)(5n^{2}-5n+1)}                 | 1, 33, 155, 427, 909, 1661, 2743, 4215, 6137, 8569    | suite A005904 de l'OEIS |

#### Cas du nombre polyédrique centré à faces centrées
On remplace le nombre polygonal non centré par le nombre polygonal centré dans la formule ci-dessus.
Pour un polyèdre régulier ayant A arêtes, on obtient : {\displaystyle P'_{n}={\frac {(2n-1)(A(n^{2}-n)+6)}{6}}}.
Par exemple, {\displaystyle P'_{2}=A+3=F+S+1} (un point à chaque sommet, un point au centre de chaque face et un point au centre).

#### Exemples
| Nombre polyédrique centré à faces centrées                                               | Nombre d'arêtes      | {\displaystyle P'_{n}}                              | {\displaystyle P'_{1},\cdots ,P'_{10}}             | Rang OEIS               |
| ---------------------------------------------------------------------------------------- | -------------------- | --------------------------------------------------- | -------------------------------------------------- | ----------------------- |
| Nombre tétraédrique centré à faces centrées                                              | {\displaystyle A=6}  | {\displaystyle (2n-1)(n^{2}-n+1)=n^{3}+(n+1)^{3}}   | 1, 9, 35, 91, 189, 341, 559, 855, 1241, 1729       | suite A005898 de l'OEIS |
| Nombre cubique centré à faces centrées Nombre octaédrique centré à faces centrées        | {\displaystyle A=12} | {\displaystyle (2n-1)(2n^{2}-2n+1)=n^{4}-(n-1)^{4}} | 1, 15, 65, 175, 369, 671, 1105, 1695, 2465, 3439   | suite A005917 de l'OEIS |
| Nombre dodécaédrique centré à faces centrées Nombre icosaédrique centré à faces centrées | {\displaystyle A=30} | {\displaystyle (2n-1)(5n^{2}-5n+1)}                 | 1, 33, 155, 427, 909, 1661, 2743, 4215, 6137, 8569 | suite A005904 de l'OEIS |